# Colombier (Loire)
Colombier település Franciaországban, Loire megyében. Lakosainak száma 295 fő (2022. január 1.). Colombier Doizieux, La Valla-en-Gier, Véranne, Bourg-Argental, Graix, Saint-Appolinard, Saint-Julien-Molin-Molette és Thélis-la-Combe községekkel határos.

## Népesség
A település népességének változása:
| Lakosok száma | 303  | 253  | 237  | 292  | 298  | 301  | 305  | 298  | 297  | 295  |
|               | 1968 | 1982 | 1990 | 2006 | 2013 | 2015 | 2017 | 2019 | 2020 | 2022 |